# Mussolet de Cuba
El mussolet de Cuba o mussolet cubà (Glaucidium siju) és una espècie d'ocell de la família dels estrígids (Strigidae). Habita els boscos de Cuba i l'illa de la Juventud. El seu estat de conservació es considera de risc mínim.